# Paul LePage
Paul Richard LePage (født 9. oktober 1948 i Lewiston, Maine) er en amerikansk politiker. Han var den 74. guvernør for den amerikanske delstat Maine fra 2011 indtil 2019. Fra 2003 til 2011 var LePage borgmester i Waterville. Han er medlem af det Republikanske parti.

## Politisk karriere

### Borgmester
LePage var i perioden 2003 til 2011 borgmester for byen Waterville i Kennebec County. Der var 15.600 indbyggere i Waterville i 2005.

### Guvernør
Den 22. september 2009 meddelte Paul LePage at han søgte om at blive det Republikanske partis nominerede til guvernørvalget i Maine, november 2010. Op til guvernørvalget i november 2010 blev Brewer udfordret af 6 andre republikanere som partiets nominerede guvernørkanidat. Ved partiets primærvalg vandt LePage med 37.4% af stemmerne. 2. november 2010 vandt LePage guvernørvalget med 38.33% af stemmerne, mod den uafhængige kandidat Eliot Cutler 36.49% og demokraten Libby Mitchells 19.12%. Den 5. januar 2011 blev Paul LePage taget i ed som Mains 74. guvernør, hvor han afløste John Baldacci fra det Demokratiske parti.

## Privat
Paul LePage er gift med Ann LePage, og de har sammen fået 2 børn og en uofficiel adoptivsøn fra Jamaica. Paul LePage har yderlige 2 børn fra et tidligere ægteskab.